# Christopher Atkins
Christopher Atkins Bomann (Rye (New York), 21 februari 1961) is een Amerikaans acteur en voormalig tieneridool.
Na een gastrol in The Streets of San Francisco in 1977, beleefde hij in 1980 zijn doorbraak met een gedeelde hoofdrol met Brooke Shields in de film The Blue Lagoon. Atkins werd meteen een tieneridool, met als resultaat dat hij in verscheidene tienerfilms verscheen. Zo speelde hij tegenover tienerster Kristy McNichol in The Pirate Movie (1982) en had hij de hoofdrol in A Night in Heaven (1983). Ook leverde zijn populariteit een rol op in de dramaserie Dallas. In de jaren 90 verloor hij echter zijn populariteit.
Atkins staat erom bekend regelmatig naakt te verschijnen in films. In 1983 was hij te zien in het erotische vrouwentijdschrift Playgirl.
Atkins was van 1985 tot 2007 getrouwd met Lyn Barron. Samen hebben ze een zoon en een dochter (Brittney Bomann). Zijn dochter acteert ook en speelt, net als Atkins zelf, mee in de remake van The Blue Lagoon uit 2012: de televisiefilm Blue Lagoon: The Awakening, zij het in een veel kleinere rol dan Atkins.

## Filmografie
- The Blue Lagoon (1980) als Richard Lestrange
- Child Bride of Short Creek (1981) (televisiefilm) als Isaac King
- Swan Lake (1981) (stem) als Prins Siegfried
- The Pirate Movie (1982) als Frederic
- A Night in Heaven (1983) als Rick Monroe (Ricky The Rocket)
- Dallas (1978) televisieserie, als Peter Richards (1983 - 1985)
- Secret Weapons (1985) als Allan Collier
- El Ataque de los pajaros, ook bekend als Evil Birds (1987) als Peter
- Mortuary Academy (1988) als Max Grimm
- Listen to Me (1989) als Bruce Arlington
- Shakma (1990) als Sam
- Fatal Charm (1990) als Adam
- King's Ransom (1991) als Spence
- Extralarge: Miami Killer (1991) als Blake
- Wet and Wild Summer! (1992) als Bobby McCain
- Dracula Rising (1993) als Vlad
- Die Watching (1993) als Michael Terrence
- Dispara! (1993) als Spence
- Trigger Fast (1994) als Dusty Fog
- Signal One, ook bekend als Bullet Down Under (1994) als Martin Bullet
- Guns of Honor (1994) als Dusty Fog
- Bandit Goes Country (1994) als Johnny Bruce
- Smoke n Lightnin (1995) als Lightnin'
- Project Shadowchaser III (1995) als Snake
- Red Shoe Diaries 13: Four on the Floor (1996) (episode "Four on the Floor")
- It's My Party (1996) als Jack Allen
- Dead Man's Island (1996) als Roger Prescott
- Angel Flight Down (1996) als Jack Bahr
- Mutual Needs (1997) als Andrew
- Shoot (1998) als Spence
- The Little Unicorn (1998) als PC Sid Edwards
- Breaking the Silence (1998) als Jeff
- Deadly Delusions (1999) als Sam Gitlin
- Stageghost (2000) als Matthew Bronson
- Dark Realm (2000) (televisieserie)
- Civility (2000) als John Cade
- Title to Murder (2001) als Paul Shaughnessy
- Tequila Express (2002) als David Manning
- The Stoneman (2002) als Kip Hollings
- Mending Fences (2002) als Tom
- The Employee of the Month (2002) als Bill
- The Color of Water (2002) als Clay
- 13th Child (2002) als Ron
- Quigley (2003) als Woodward
- True Legends of the West (2003) als Theodore Sutherland
- The Librarians a.k.a. Strike Force (2004) als Ringo
- Caved In: Prehistoric Terror (2005) (TV) als John Palmer
- Spiritual Warriors (2005) als Koning van Sparta
- 100 Million BC (2007) als Erik Reno
- Hidden (2008) (2008) als Walter
- Forget Me Not (2008) als Mr. Channing
- Exodus Fall (2009) als Wayne Minor
- Gathering of Heroes: Legend of the Seven Swords (2009) als Garrik Grayraven
- The Hard Ride (2009) als George Custer
- Prism (2009) als Detective Shane Dover
- Blue Lagoon: The Awakening (2012) als Mr. Christiansen

- Bibliothèque nationale de France: cb139299366 (data)
- Gemeinsame Normdatei: 138438811
- International Standard Name Identifier: 0000 0001 0859 1552
- Library of Congress Control Number: n94100054
- Virtual International Authority File: 89980032
- WorldCat: E39PBJhCGdmT7bvDwv3x6f6dwC